# Jod-Ei
Jod-Eier sind eine functional-food-Entwicklung der TU München und des Instituts für Ernährungswissenschaft Freising. Die Forscher haben 1998 untersucht, ob man mit jodhaltigem Hühnerfutter Eier produzieren kann, die die Jodversorgung der Konsumenten verbessern; dies gelang sowohl mit Kaliumjodat, als auch mit jodreichen Algenextrakten. Eine litauisch-deutsche Arbeitsgruppe gelangte 2002 zu demselben Ergebnis. Laut einer Mitteilung der Deutschen Gesellschaft für Ernährung soll sich eine Firma für das Produkt interessiert haben. Bisher gelangten jedoch noch keine jodreichen Eier zur Marktreife (im Gegensatz zu den recht verbreiteten Omega-3-Eiern).